# Tuba City
Tuba City (in navajo: Tó Naneesdizí) è un census-designated place (CDP) degli Stati Uniti d'America della contea di Coconino nello Stato dell'Arizona. La popolazione era di 8 611 abitanti al censimento del 2010. Si trova sulle terre dei Navajo. È la più grande comunità della Riserva Navajo, leggermente più grande di Shiprock, Nuovo Messico, ed è il quartier generale dell'Agenzia Navajo Occidentale. La città Hopi di Moenkopi si trova direttamente a sud-est.
Il nome della città onora Tuba, un capo Hopi di Oraibi che si convertì al mormonismo. Il nome in navajo di Tuba City, Tó Naneesdizí, si traduce in "acque aggrovigliate", che probabilmente si riferiscono alle numerose sorgenti sotterranee che sono la fonte di numerosi serbatoi.
Tuba City si trova all'interno del Deserto Dipinto vicino al confine occidentale della Riserva Navajo. La città si trova sulla U.S. Route 160, vicino all'incrocio con l'Arizona State Route 264. Tuba City si trova circa 50 miglia (80 km) dall'ingresso orientale del Grand Canyon National Park. La maggior parte degli abitanti di Tuba City sono Navajo, con una piccola minoranza Hopi. Si trova all'interno dell'Arizona's 1st Congressional District, attualmente rappresentato da Tom O'Halleran.

## Geografia fisica
Tuba City è situata a 36°07′45″N 111°14′19″W (36.129044, -111.238718).
Secondo lo United States Census Bureau, la città ha una superficie totale di 23,24 km², dei quali 23,24 km² di territorio e 0 km² di acque interne (0% del totale).

## Storia
La storia scritta della città risale a più di 200 anni. Quando Padre Francisco Garcés visitò la zona nel 1776, scrisse che gli indiani coltivavano colture. La città prese il nome da Tuuvi, un capo Hopi. Il capo Tuuvi si convertì al mormonismo intorno al 1870 e invitò i mormoni a stabilirsi vicino a Moenkopi.
Tuba City fu fondata dai mormoni nel 1872. Tuba City attirò gli abitanti Hopi, Navajo e Paiute nell'area a causa delle sue sorgenti naturali. Nel 1956, Tuba City divenne una boomtown dell'uranio, come ufficio regionale per la Rare Metals Corporation e la Atomic Energy Commission. Il mulino chiuse nel 1966 e il recupero del mulino e dei cumuli di sterili fu completato nel 1990.

## Società

### Evoluzione demografica
Secondo il censimento del 2010, la popolazione era di 8 611 abitanti.

### Etnie e minoranze straniere
Secondo il censimento del 2010, la composizione etnica del CDP era formata dal 4,35% di bianchi, lo 0,31% di afroamericani, il 92,38% di nativi americani, lo 0,8% di asiatici, lo 0,03% di oceanici, lo 0,37% di altre razze, e l'1,74% di due o più etnie. Ispanici o latinos di qualunque razza erano il 3,33% della popolazione.